# Île Coniquet
L'île Coniquet ou île Dambè est une île de l'estuaire du Komo, au Gabon,.

## Description
L'île est à 10 min de bateau de Libreville et à une altitude de 38 m.
L’île Coniquet, doit son nom aux Hollandais qui la baptisèrent Koning Eiland, «l’île du Roi».
Le nom sera déformé par les Français en Coniquet, on trouve encore l’orthographe Koniquet dans des ouvrages de 1960.

## Histoire
Historiquement habitée par le clan Mpongwé, cette île a été successivement occupée par les hollandais qui y installèrent un fortin au XIXe siècle, puis par les français.
Elle est aujourd’hui habitée par quelques d’habitants, pour la plupart descendants du roi François Antchouwé, dit Ré-Dembino (« celui devant lequel on s’incline ») qui ont décidé de revenir sur les traces de leurs ancêtres.